# Judith de Lens
Judith de Lens (née en Normandie entre 1054 et 1055, décédée vers 1090) est une nièce de Guillaume le Conquérant. Elle est la fille d'Adélaïde de Normandie, comtesse d'Aumale et de Lambert II de Lens.

## Biographie
Judith de Lens est la fille d'Adélaïde de Normandie, comtesse d'Aumale et demi-sœur de Guillaume le Conquérant, et de son deuxième époux, le comte Lambert II de Lens. Par sa mère, elle a deux demi-sœurs aînées, Adélaïde et Hélissende de Ponthieu, épouse de Hugues II de Campdavaine, et un demi-frère cadet, Étienne d'Aumale.
En 1070, Judith épouse Waltheof de Northumbrie, dernier comte anglo-saxon d'Angleterre. Ils ont trois filles :
- Maud (1074-1130), comtesse de Huntingdon, qui épouse Simon Ier de Senlis, puis David Ier d'Écosse ;
- Judith (1075-1137) ;
- Alice (1076-1126), épouse Raoul III de Tosny.

En 1075, Waltheof rejoint la révolte des comtes contre Guillaume le Conquérant. C'est le dernier acte de résistance contre la conquête normande de l'Angleterre. Certaines sources affirment que Judith a dénoncé Waltheof à l'évêque de Winchester, qui en a informé son oncle, le roi. D'autres sources prétendent que Waltheof était innocent et que c'est lui qui a informé l'évêque et le roi du complot. Waltheof est décapité le 31 mai 1076 à St. Giles Hill, près de Winchester.
Après l'exécution de Waltheof, Judith est fiancée par son oncle à Simon Ier de Senlis, 1er comte de Northampton. Judith refuse d'épouser Simon et fuit le pays pour éviter la colère du roi. Il confisque temporairement tous les domaines anglais de Judith. Simon épouse finalement la fille de Judith, Maud, vers 1090.
Judith possède des propriétés dans dix comtés des Midlands et d'East Anglia. Avant l'invasion normande, ces terres sont détenues par son mari. Après le transfert de propriété aux Normands, Waltheof se retrouve avec un seul manoir à son nom.
Judith possède donc huit manoirs en son propre nom dont ceux d'Elstow et de Kempston dans le Bedfordshire. Ces huit manoirs, dispersés dans dix comtés, sont peut-être utilisés par Judith comme résidences lors de ses visites de ses différents domaines.
Judith fonde l'abbaye bénédictine d'Elstow vers 1078, peut-être en mémoire de Waltheof. Elle dote l'abbaye d'un nombre considérable de ses propriétés dans plusieurs comtés. Judith fonde également l'église de Kempston. Compte tenu de ces liens, il est possible que la résidence principale de Judith se trouve au manoir de Kempston.